# شوریان
شوریان (به صربی: Šurjan) یک منطقهٔ مسکونی در صربستان است که در Sečanj Municipality واقع شده‌است. شوریان ۳۳۰ نفر جمعیت دارد و ۸۲ متر بالاتر از سطح دریا واقع شده‌است.